# Артіш
Рок-гурт «Артіш» — український музичний гурт, створений у 2007 р. у Києві поетом Тимофієм Ведерником.

## Участь у фестивалях, нагороди
- 2007 — «Срібна підкова», м. Львів, фіналісти.
- 2008 — «Фольклорама», м. Київ, Диплом КДМА «за високу професійну майстерність, значний внесок у розвиток української та національної культури, зміцнення міжнаціонального миру та злагоди».
- 2010, травень — «Казкове місто», Пуща-Водиця, спеціальні гості.
- 2011, лютий — 15й «Сліва-фест», м. Київ.

## Нинішній склад
- Тимофій Ведерник — соліст, композитор, ритм-гітара, соло-гітара;
- Микита Шпанько — клавішні, бас;
- Тарас Мельниченко — барабани;
- Євген Кирикой — соло-гітара.

## Колишні учасники
- Руслан Коробань — скрипка, сопілка, губна гармошка, художній керівник;
- Володимир Боб — ударні та перкусія;
- Альона Єлізарова — флейта;
- Олександр Головченко — гітара;
- Володимир Кудренко — клавішні;
- Олександр Чимчан — клавішні;
- Віталій Малахов — гітара;
- Юрій Негель — бас-гітара.

## Альбоми
- 2010 — «Флешка».
- 2011 — перезапис альбому «Флешка» з іншим складом учасників.